# 鏑川

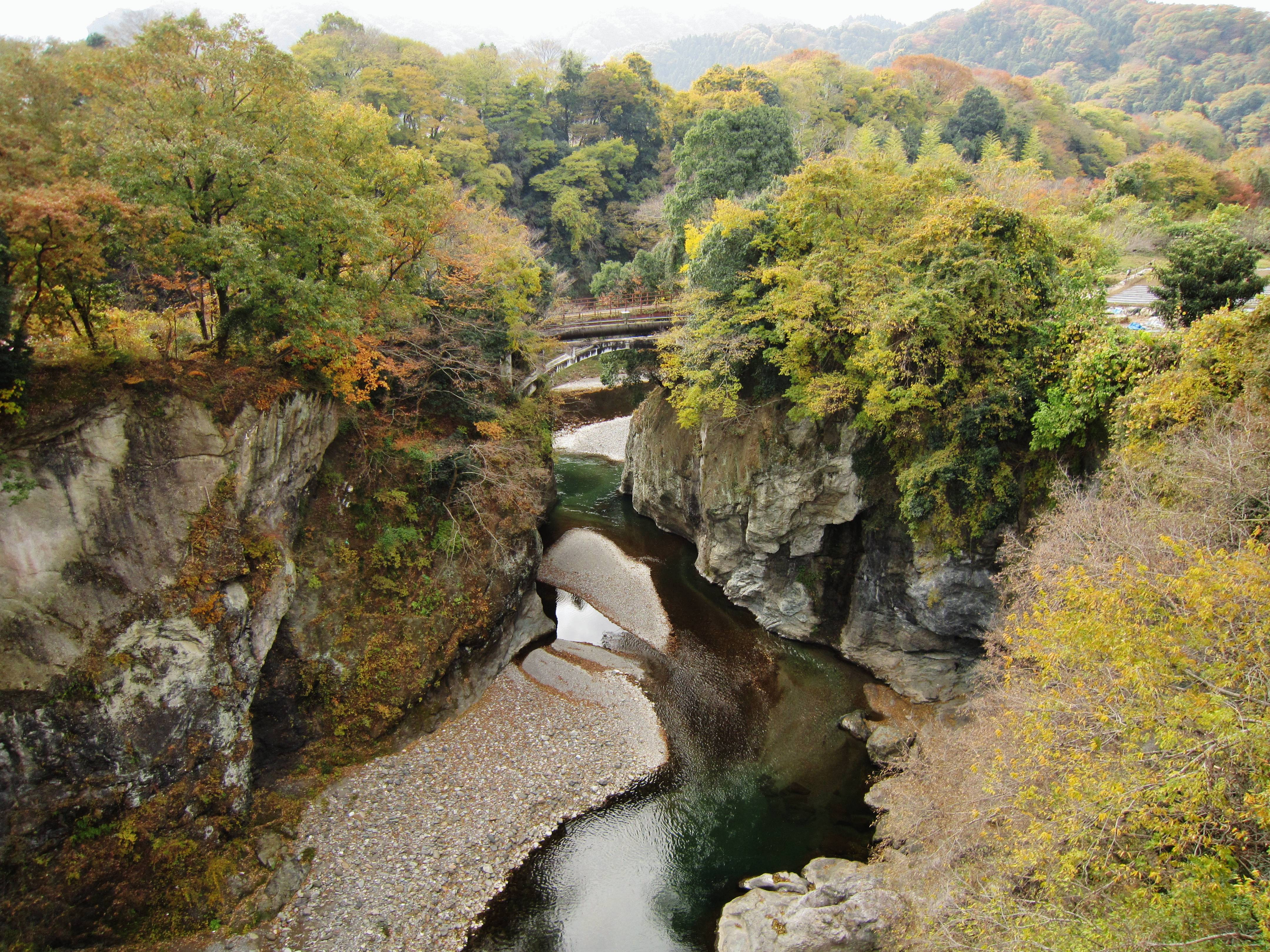
不通渓谷（富岡市・下仁田町）

鏑川（かぶらがわ）は、群馬県を流れる利根川水系の一級河川。甘楽富岡地区のほとんどを流域とする。下仁田町の南牧川合流地点より上流は「西牧川」とも呼ばれる。

## 地理
群馬県下仁田町と長野県佐久市との境の内山峠に源を発し、国道254号に並行して東に流れる。下仁田市街地付近で南牧川を合わせ、富岡盆地を経て、高崎市阿久津町付近で烏川に合流する。下仁田町内は三段の河岸段丘が発達し、河岸段丘面や山麓斜面の段々畑を利用したコンニャクの栽培が盛んである。上信電鉄線は、ほぼこの河川に沿って敷設されている。鏑川の上流域（南牧川上流の馬坂川および熊倉川）に長野県佐久市を含む。

## 流域の自治体
群馬県
甘楽郡下仁田町、南牧村、富岡市、甘楽郡甘楽町、高崎市、藤岡市
長野県
佐久市

## 支流
- 市之萱川
- 小坂川
- 南牧川
- 横瀬川
- 野上川
- 雄川
- 高田川
- 温沢川
- 星川
- 天引川
- 大沢川
- 矢田川
- 土合川
- 鮎川

## 河川施設
- 道平川ダム
- 大仁田ダム
- 南牧頭首工
- 下仁田頭首工
- 中村堰

## 橋梁

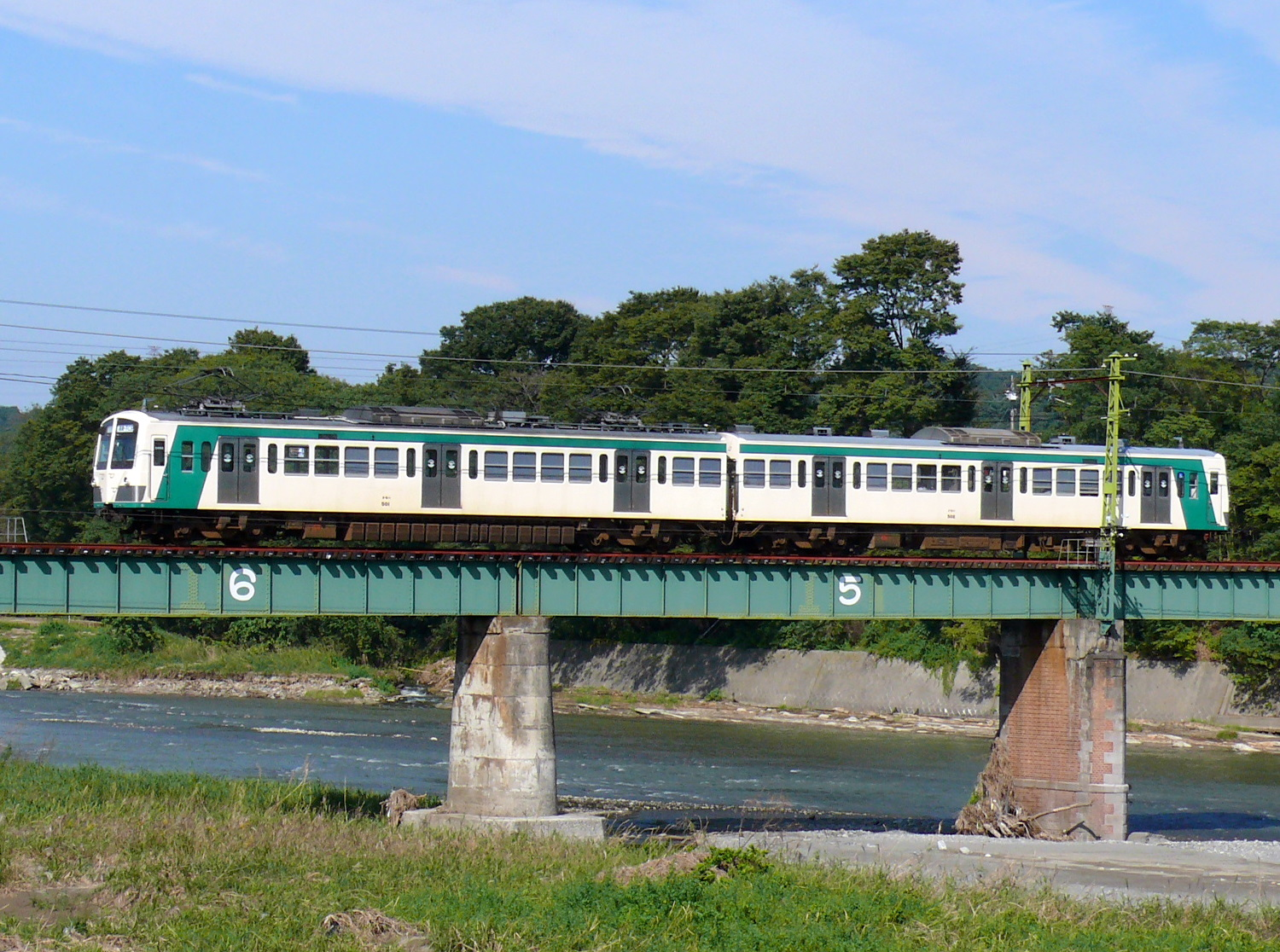
鏑川を渡る上信電鉄の列車
（馬庭駅 - 吉井駅間）

| 上流 - 森平橋 - 大平橋 - 下小坂橋 - 森沢橋 - 牧口橋 - 東部大橋 - 石渕橋（国道254号） | 中流 - 不通橋 - 只川橋（国道254号） - 比佐理橋（国道254号） - 和合橋 - 桐渕橋 - 鏑橋（富岡神流線） - 新鏑橋 - 富岡大橋 （国道254号) - （上信電鉄上信線） - 新富岡大橋（国道254号 富岡バイパス) | 下流 - 塩畑堂橋 - 吉井大橋 - 岩崎橋 - 多胡橋（高崎神流秩父線） - （上信電鉄上信線） - 入野橋 - 松ノ木瀬橋 - 鏑川橋（寺尾藤岡線） - 新鏑川橋（寺尾藤岡線バイパス） - （上越新幹線） |